# 築地八宝亭一家殺人事件

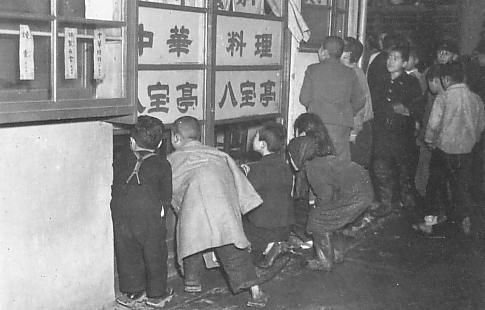
事件現場となった八宝亭

築地八宝亭一家殺人事件（つきじはっぽうていいっかさつじんじけん）とは、1951年（昭和26年）2月22日に発生した強盗殺人事件である。
犯人（後述）が最終的に服毒自殺したため、詳細は不明であるが、用意周到に計画された犯行とされる。アプレゲール犯罪の一つとされる。

## 事件の概要
1951年2月22日、東京都中央区築地にある中華料理店「八宝亭」で、経営者（当時48歳）、妻（40歳）、長男（11歳）、長女（10歳）一家4名が惨殺された。遺体はすべて頭部を薪割り用の鉈で打ち割られており、刃が4人に対して50回以上も振り下ろされるなど、現場は凄惨な状況であった。捜査の結果、現金4万円と残高14万円あまりの預金通帳、女物の腕時計、財布が奪われていた。

## 容疑者
第一発見者である住み込みの男性店員・Y（当時25歳）は、築地警察署の職員に次のように証言した。
「前日（21日）、住み込み店員としてOという女性が採用された。夜中の1時ごろ、彼女の部屋から男女の声が聞こえてきたので、昨日たずねて来た彼女の知り合いの男がまた来ているのだろうと思った。そのときは2階の部屋に戻ってそのまま寝てしまったが、朝起きたら皆が殺されており、Oの姿は無かった」
やがて警察に、Oに関する情報がもたらされる。彼女が22日の午前9時過ぎ、都内の信用金庫に現れ、14万円の引きおろしに失敗したという。そこで警察は「22日の午前4時ごろに、Oが仲間の男と犯行に及び、逃走した」と断定、彼女を全国に指名手配した。一方でYが凄惨な事件現場にいながらまったくの無傷だったこと、また、彼が警察に直接通報しているなどの点が疑わしかったが、警察の捜査や新聞記者の質問に協力的なYは、周囲から好印象をもたれていた。
3月10日、都内の建築飯場に隠れていたO（22歳）が逮捕され、警察に次のように証言した。
「かねてから洋裁の学校に通いたいと考えていた自分は伊豆の実家から上京した。ホテルで働いて学費を稼ごうとしていたが、安月給だったので、金目当てで夜の街頭に立っていた。その中で知り合ったYに洋裁学校の話をしたところ、『うちの店で女性店員を探している。訳を話せば、洋裁学校にも通わせてくれるだろう』と言われた。そこで21日に店主に会って採用された。その日から住み込んだが、夜中に大きな音で目が覚めたところにYが現れ、『朝の9時に信用金庫で14万円を下ろして、新宿で待ってくれ。このことは誰にもしゃべるな』と、現金千円と通帳、印鑑を手渡された。盗品だとは察したものの殺人とは予想もつかず、千円に目がくらんで引き受けてしまった」
警察はYを犯人と断定し、3月11日にYを逮捕した。

## 逮捕後
Yは、隠し持っていた青酸化合物で翌日午前5時30分ころに自殺したため、事件に関する動機や犯行の詳細は解明されなかった。
犯行に加担していたOは、強盗殺人の共犯としては問えず、盗品等関与罪で執行猶予付きの懲役1年の刑を言い渡された。刑を終えた後は故郷に帰って結婚し、平穏な人生を送ったという。